# Biao jezik
Biao jezik (ISO 639-3: byk; kang bau, kang beu), tajski jezik podskupine kam-sui, šire skupine kam-tai, kojim govori oko 80 000 ljudi (1985 L. Min) naroda Biao (120 000 pripadnika), koje Kina klasificira kao narod Han premda su etnički različiti od okolnih Kineza.
Biao se govori u provinciji Guangdong u okruzima Huaiji i Fengkai. Većina ih govori i Yue kineski (kantonski) [yue] ili mandarinski. Uči se u osnovnim školama.

## Vanjske poveznice
- Ethnologue (14th)
- Ethnologue (15th)